# Consorcio de la Zona Franca de Vigo
El Consorcio de la Zona Franca de Vigo es una institución pública que desde 1947 trabaja para potenciar el comercio internacional y el desarrollo económico desde el noroeste de España. En su sede social de la Casa de Fernando Carreras, situada en el cruce de las céntricas calles del Arenal y Oporto, gestiona una zona franca con todas sus ventajas para la importación y exportación. Como agencia de desarrollo económico no solo es el principal promotor de parques empresariales en su área de influencia, sino que proporciona a las empresas una plataforma de servicios que van desde la financiación -a través de la empresa de capital-riesgo Vigo Activo-, la ayuda a emprendedores -a través de los Centros de Iniciativas Empresariales y colaborando con la Universidad de Vigo en capital semilla-, y la información económica para la toma de decisiones –a través del servicio de información empresarial Ardán-.
Según los datos del Consorcio las más de 620 empresas instaladas en sus polígonos generan alrededor de 25 000 puestos de trabajo, alcanzando una facturación 17 982 millones de euros y un beneficio económico de 1 930 millones de euros. La rentabilidad media de las empresas de los parques del Consorcio es un 1,24 puntos porcentuales superior a la media de la comarca, y la productividad media por empleado es un 28,15% mayor. Actualmente se trabaja para ampliar la oferta de los casi 5 millones de metros cuadrados que se gestionan en los parques empresariales de Balaídos, Bouzas, A Granxa, Parque Tecnológico y Logístico de Vigo (PTL) y Porto do Molle, con la puesta en marcha de la Plataforma Logística Salvaterra-As Neves (PLISAN) y de un nuevo parque empresarial en el municipio de Vigo.
Esta institución está integrada por entidades como el Ayuntamiento de Vigo, la Diputación de Pontevedra, la Cámara Oficial de Comercio, Industria y Navegación de Pontevedra, Vigo y Villagarcía de Arosa, la Autoridad Portuaria y el Estado español quien nombra, en Consejo de Ministros y a propuesta del Ministerio de Hacienda, al Delegado Especial del Estado. 
El Delegado del Estado actual, David Regades, es quien preside las reuniones mensuales del Comité Ejecutivo, órgano encargado de la gestión, administración y dirección de esta institución pública. La Presidencia del Consorcio le corresponde a la Alcaldía de Vigo. En el año 2021, la institución pública trasladó su sede social a la Casa de Fernando Carreras, conocida como el «Edificio del Rectorado».

## Delegados del Estado
Nombres y fechas de nombramiento de los Delegados del Estado en el Consorcio de la Zona Franca de Vigo: 
- Rafael Portanet: 22/09/1947.[n 1]

- Fernando Alonso Amat: 26/06/1978.[n 2][6]

- Francisco López Peña: 27/01/1989.[n 3]

- Pablo Egerique Martínez: 12/07/1996.[n 4]

- Francisco López Peña: 07/06/2004.[n 5]

- María Teresa Pisano Avello: 30/05/2008.[n 6]

- Teresa Pedrosa Silva: 10/02/2012.[n 7]

- David Regades Fernández: 06/07/2018.[n 8]

## Historia
Una gran parte del desarrollo de Vigo se ha debido a la actividad de su Zona Franca. El Consorcio ha sido el promotor del Polígono industrial de Balaídos donde a  finales de la década de los 50 se instaló la factoría de Citroën Hispania alrededor de la cual se ha desarrollado en Vigo un importante sector de la automoción; del Parque Tecnológico y Logístico de Vigo (en la parroquia de Valladares) y de las principales actuaciones de suelo industrial del área de influencia de la ciudad. El Consorcio también realizó la gran operación de recuperación urbana Abrir Vigo al Mar y consiguió poner en marcha el Museo del Mar de Galicia para devolverlo, completamente terminado, al Gobierno Gallego. En su más de medio siglo de existencia, ha ido jugando un papel cada vez más destacado no sólo en los engranajes económicos de la ciudad, sino en las infraestructuras, el urbanismo y en el apoyo a todo el proceso empresarial desde los emprendedores a la industria madura.

### Orígenes
En 1947, cuando el BOE publicó el decreto por el que el Gobierno concedía a la ciudad de Vigo la tercera zona franca de España (las otras dos eran las de Barcelona y Cádiz), la noticia se celebró con gran entusiasmo por las autoridades y organizaciones empresariales locales que intuyeron que esta ventaja diferencial frente a otras ciudades impulsaría el crecimiento económico de Vigo.
Como explicaba Francisco López Peña, Delegado del Estado en dos ocasiones, a los alumnos de la Universidad de Vigo, «En el momento de creación de la Zona Franca, España se encontraba en plena autarquía y el cierre económico era absoluto. Prohibir las importaciones había sido un error radical, pues lejos de proteger la industria del país, encarecía los procesos industriales e impedía a la economía especializarse y hacerse competitiva. La Zona Franca, sin embargo, permitía la instalación de empresas que aprovechasen las ventajas de importaciones más baratas y las facilidades a la exportación. Fue un paso importante para la ciudad, una ventaja comparativa que hizo posible su despegue económico».

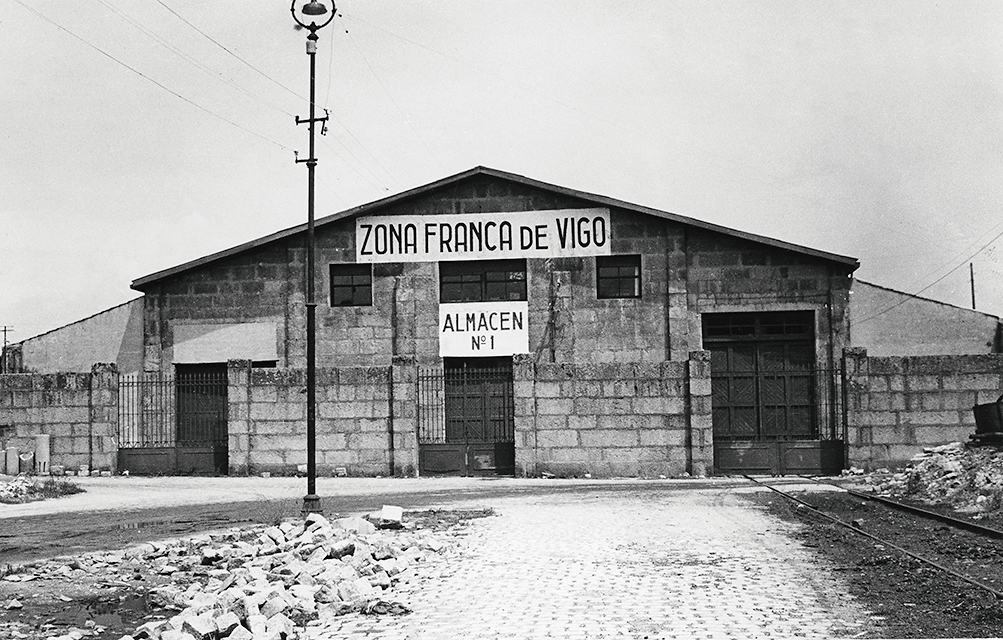
Primer almacén del Consorcio en el Puerto de Vigo.

Aún tardarían unos años, sin embargo, en hacerse realidad las prometedoras perspectivas creadas por el decreto de concesión de la Zona Franca. El Consorcio encargado de su administración y explotación, presidido por el Alcalde de Vigo e integrado por un Delegado del Estado y varios concejales y representantes del Estado de entidades ciudadanas, debía presentar al Consejo de Ministros un plan de delimitación de la Zona Franca y estuvo debatiendo durante un tiempo qué orientación darle al proyecto: industrial o comercial. Rafael Portanet, primer Delegado del Estado en el Consorcio, se inclinaba por la primera, dado que la promoción del desarrollo industrial era entonces una necesidad perentoria. 
Como señala Juan José Vázquez-Portomeñe en el libro «Los consorcios administradores de zonas francas. El Consorcio de la Zona Franca de Vigo» “el debate finalizó con una aparente solución de compromiso, pues el proyecto elevado por el Consorcio a la aprobación del Gobierno comprendía tanto una zona industrial como otra comercial, pero a la larga la opción industrial terminó prevaleciendo, pues la Zona Franca comercial inicialmente perfilada no llegó a constituirse”. 
El proyecto inicial contemplaba la construcción en Alcabre de un puerto propio sobre terrenos ganados al mar, que contaría incluso con instalaciones de refinado de petróleo. Pero según se fueron constatando las enormes exigencias técnicas y financieras que implicaría su ejecución, hubo que restringir el proyecto a una extensión de 650 000 metros cuadrados en Balaídos, espacio suficiente para atender las solicitudes de instalación que ya habían formulado varias empresas. Esta opción se tomó dado que pendía la amenaza de caducidad de la concesión, pues los plazos estaban a punto de expirar.
Para adquirir los terrenos de Balaídos se tuvieron que comprar cerca de dos mil pequeñas fincas y utilizar procedimientos expropiatorios para conseguir  las parcelas. Además, el Consorcio sólo disponía en aquel momento de una subvención estatal de un millón y medio de pesetas, insuficiente para afrontar el coste financiero de las adquisiciones. Finalmente, fue un crédito de trece millones otorgado por la Caja de Ahorros de Vigo (actualmente Abanca) lo que permitió a la Zona Franca ponerse a funcionar.
Aluminio, Ferroaleaciones y, sobre todo, Citroën Hispania, fueron las empresas que primero aprovecharon las ventajas fiscales de la Zona Franca y consolidaron su orientación industrial. En 1956, la decisión de la firma automovilística francesa de instalarse en Vigo fue un momento crucial, no sólo porque su actividad llegaría a ser la fuente primordial de los recursos financieros que han permitido al Consorcio dotarse del perfil de institución de fomento económico que actualmente le caracteriza, sino también porque con ella nació en la ciudad un nuevo sector industrial que, con el tiempo, impulsó la creación de un importante entramado de empresas auxiliares de la industria del automóvil. Hoy, el llamado Cluster del Automóvil, además de surtir a la factoría viguesa de piezas y componentes provee a otras marcas automovilísticas y atrae a Vigo a firmas multinacionales.

### Normativa Europea
La entrada de España en la Comunidad Económica Europea en 1986 supuso un cambio radical en la configuración de la Zona Franca. Por una parte, España tuvo que someterse a la legislación comunitaria, que no concibe las zonas francas como lugares industriales, sino como puntos de entrada de productos de países terceros, sin impuestos ni aranceles, por otro lado, la economía pasaba a ser absolutamente abierta y a funcionar con otros parámetros.
Ante este nuevo escenario que le hacía perder el carácter industrial, el Consorcio tuvo que replantearse la función de la Zona Franca. Fue entonces cuando se decidió crear en el puerto un área comercial destinada a servicios, logística, almacenamiento y apoyo al tráfico internacional. Pero también había llegado el momento de utilizar el patrimonio acumulado para seguir potenciando el crecimiento económico de Vigo e iniciar otro tipo de actividades. El Consorcio de la Zona Franca no tardaría en convertirse en una agencia de desarrollo local.

### Agencia de desarrollo económico

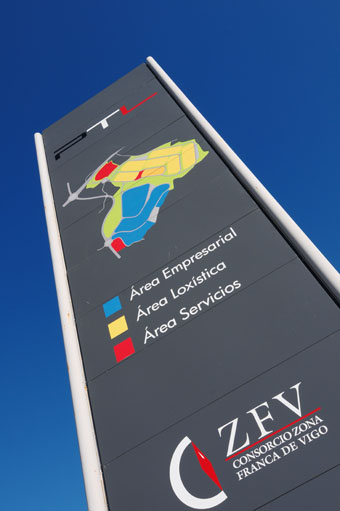
Entrada al Parque Tecnológico y Logístico de Vigo en Valladares.

A partir de 1989, las actividades estrictamente comerciales de la Zona Franca comenzaron a desplazarse hacia el nuevo enclave portuario de Bouzas, donde el Consorcio había obtenido de la Autoridad Portuaria de Vigo la concesión de una superficie de 144 352 metros cuadrados a cambio de  comprometerse a realizar las infraestructuras necesarias para terminar el espacio ganado al mar. A lo largo de la década siguiente serían ocupadas todas las instalaciones y llegado el año 2000 hubo que ampliar la superficie hasta los 200 000 metros cuadrados actuales donde las mercancías disponen de almacenaje cubierto y descubierto con despacho aduanero propio. A Bouzas aquí se trasladaron también las oficinas centrales del Consorcio. 
Actualmente este espacio alberga a unas cuarenta empresas que se benefician de las infraestructuras, las prestaciones y las ventajas fiscales que se les ofrecen para el almacenamiento y distribución de mercancías. Tal como afirman las publicaciones promocionales del Consorcio, el Área Comercial de Bouzas se ha convertido en la puerta atlántica del sur de Europa.
Sin embargo, más que su actividad comercial, ha sido su función de agencia del desarrollo lo que ha transformado al Consorcio de la Zona Franca en verdadero motor de Vigo y su área metropolitana. En este sentido, construir parques empresariales y facilitar suelo industrial a todo tipo de empresas llegó a ser la primera de sus actividades ya que en Vigo había una demanda enorme de suelo que impedía el progreso de la ciudad. Viendo que el crecimiento económico de Vigo era menor que su potencial, el Consorcio pensó que era importantísimo proveer  a las empresas de suelo de promoción pública y con todos los servicios.
El primer polígono creado por el Consorcio sin estar considerado zona franca fue el de A Granxa, en Porriño. Inaugurado en 1996, esta actuación supuso tres mil nuevos puestos de trabajo en la comarca de Vigo. Desde entonces y hasta hoy, el Consorcio promueve, en colaboración con los ayuntamientos donde se sitúen los terrenos, millones de metros cuadrados de suelo empresarial perfectamente equipados y estratégicamente situados en el área metropolitana. 
La siguiente actuación fue el Parque Tecnológico y Logístico de Vigo, que albergó iniciativas tan interesantes como Texvigo, una cooperativa de microempresas textiles que comparten su I+D y sus procesos de comercialización. Hoy las sesenta empresas instaladas, entre las que se encuentran la multinacional japonesa Denso y la alemana Benteler, proporcionan aproximadamente tres mil quinientos empleos.

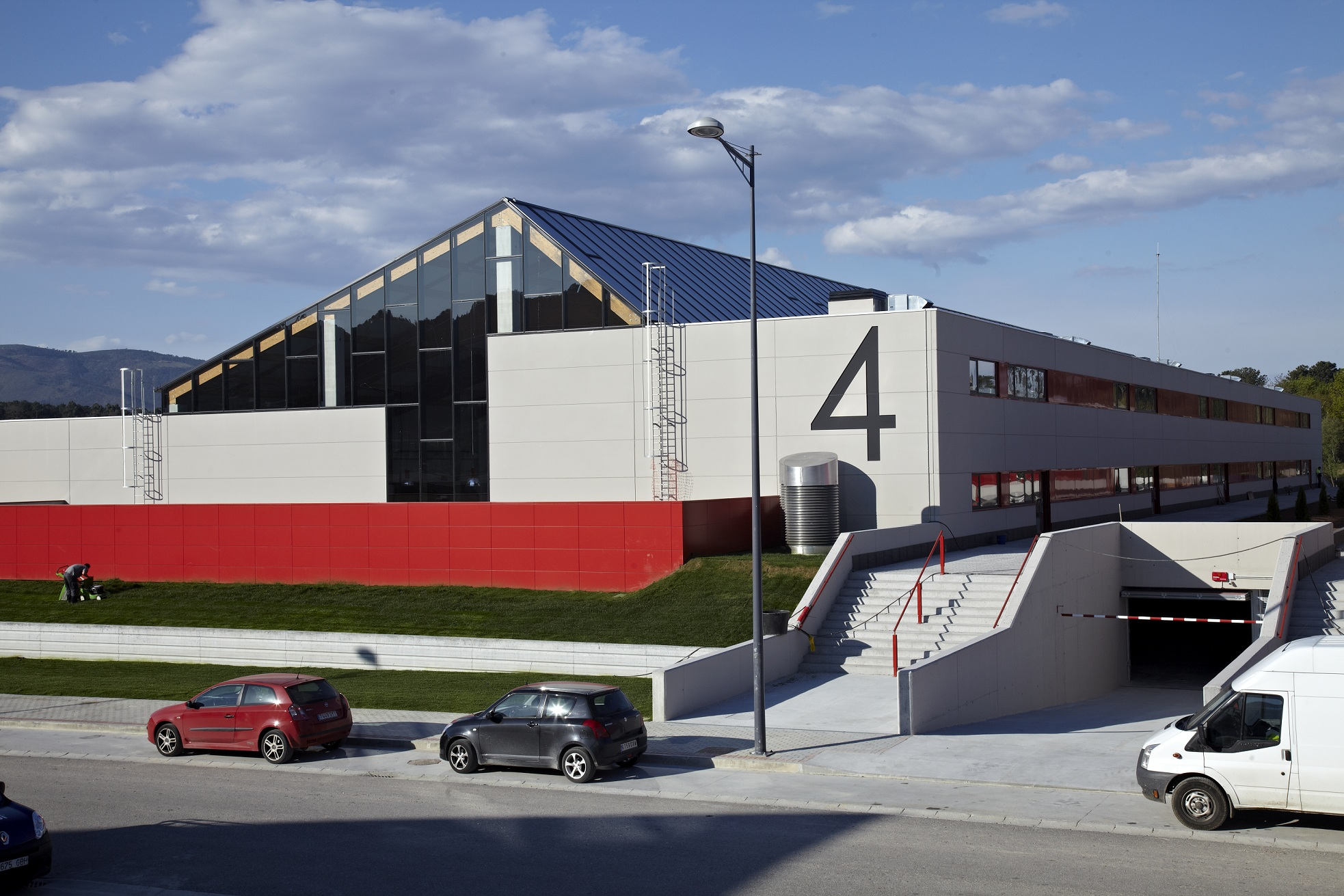
Naves bioclimáticas en el parque empresarial Porto do Molle.

En el municipio de Nigrán, el parque empresarial de «Porto do Molle», con una superficie de más de un millón de metros cuadrados está desarrollando más si cabe el concepto de suelo para las empresas. Porto do Molle se ha concebido como una ciudad del trabajo donde una persona podrá trabajar, practicar deporte, realizar sus compras, pasear o llevar a sus hijos al colegio.
Además, entre las localidades de Salvatierra de Miño y las Nieves, en la frontera con Portugal, está proyectada una plataforma logística e industrial destinada a ser el mayor parque empresarial de la Eurorregión (PLISAN) aunque su puesta en funcionamiento tropezó inicialmente con dificultades por las demandas jurídicas de los anteriores propietarios de los terrenos. Finalmente, en el año 2023 la justicia le dio la razón al Consorcio y condenó a los demandantes a 3 000 euros en costas.
En cuanto a los parques empresariales del Consorcio, no hay que olvidar el primero de ellos, el Área Industrial de Balaídos, que con un millón de metros cuadrados es el mayor polígono industrial de la ciudad. Alrededor de la planta de Stellantis instalada en Balaídos se ha creado un pujante Cluster del Automóvil de Galicia que emplea a más de 40 000 personas.

### Red de parques Zona Franca
Para potenciar el crecimiento económico de la ciudad, el Consorcio ha creado la Red de Parques Zona Franca mediante la que se proporciona a todas las empresas que trabajan bajo el paraguas del Consorcio infraestructuras, formación, información y capital. Este conjunto de servicios se proporciona a través de distintas sociedades que colaboran con las empresas viguesas. 

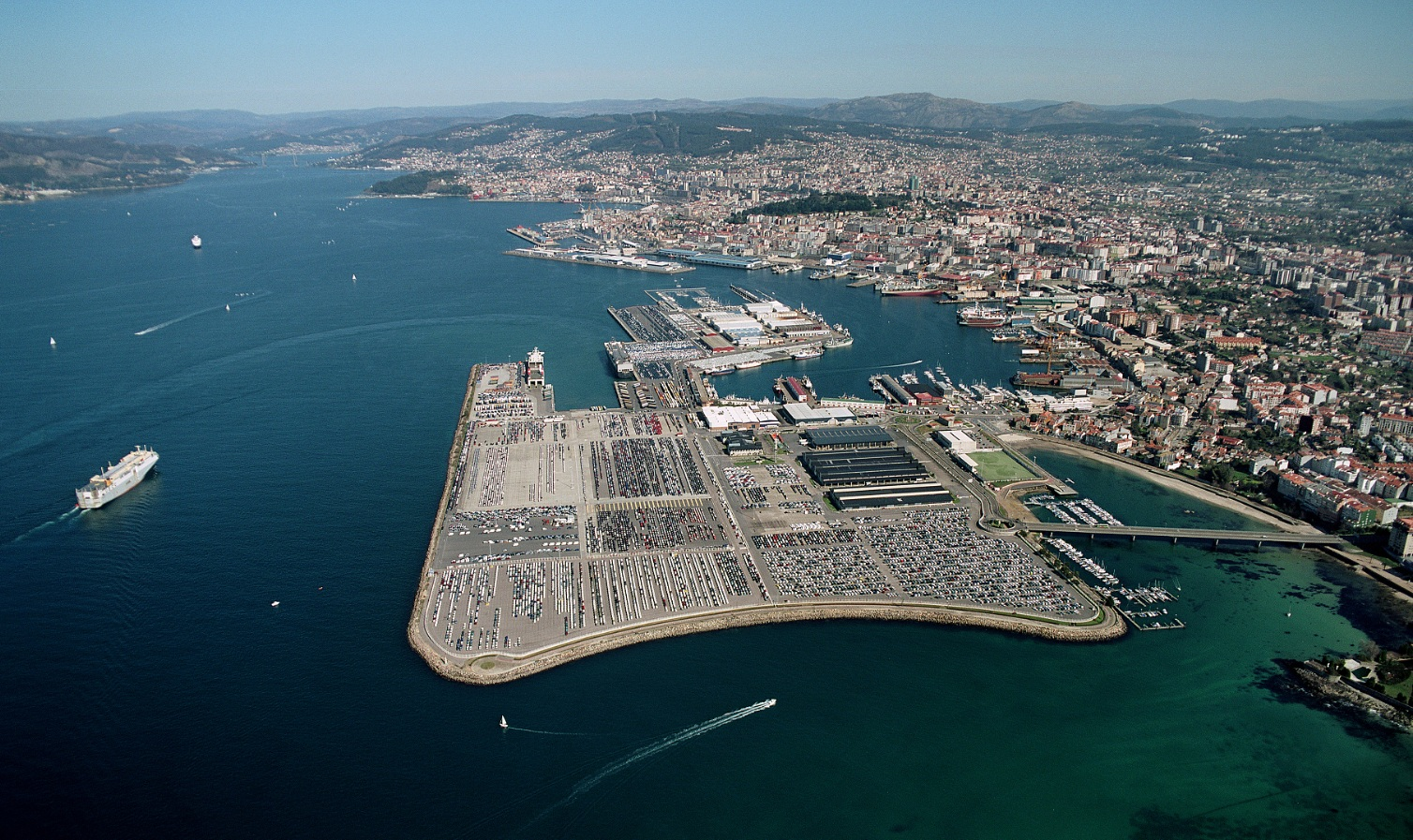
Vista del área logística y zona franca comercial en Bouzas.

El Centro de Iniciativas Empresariales (CIE), es una incubadora de empresas y un animador de nuevos proyectos. Emplazado en el Polígono industrial A Granxa (Porriño), el CIE cuenta con una estructura física donde los emprendedores disponen durante un tiempo limitado de todas las facilidades para el establecimiento de nuevas empresas tanto en espacio de oficinas como de naves. El CIE coopera con los emprendedores analizando su plan de empresa, asesorando en búsqueda de mercados, ofreciendo cursos de formación continua y ayudando en la búsqueda de ayudas oficiales. Debido al éxito de supervivencia entre las empresas que nacen en el CIE, que es de un 90 por ciento, actualmente se está construyendo otro CIE en el Parque Empresarial Porto do Molle.

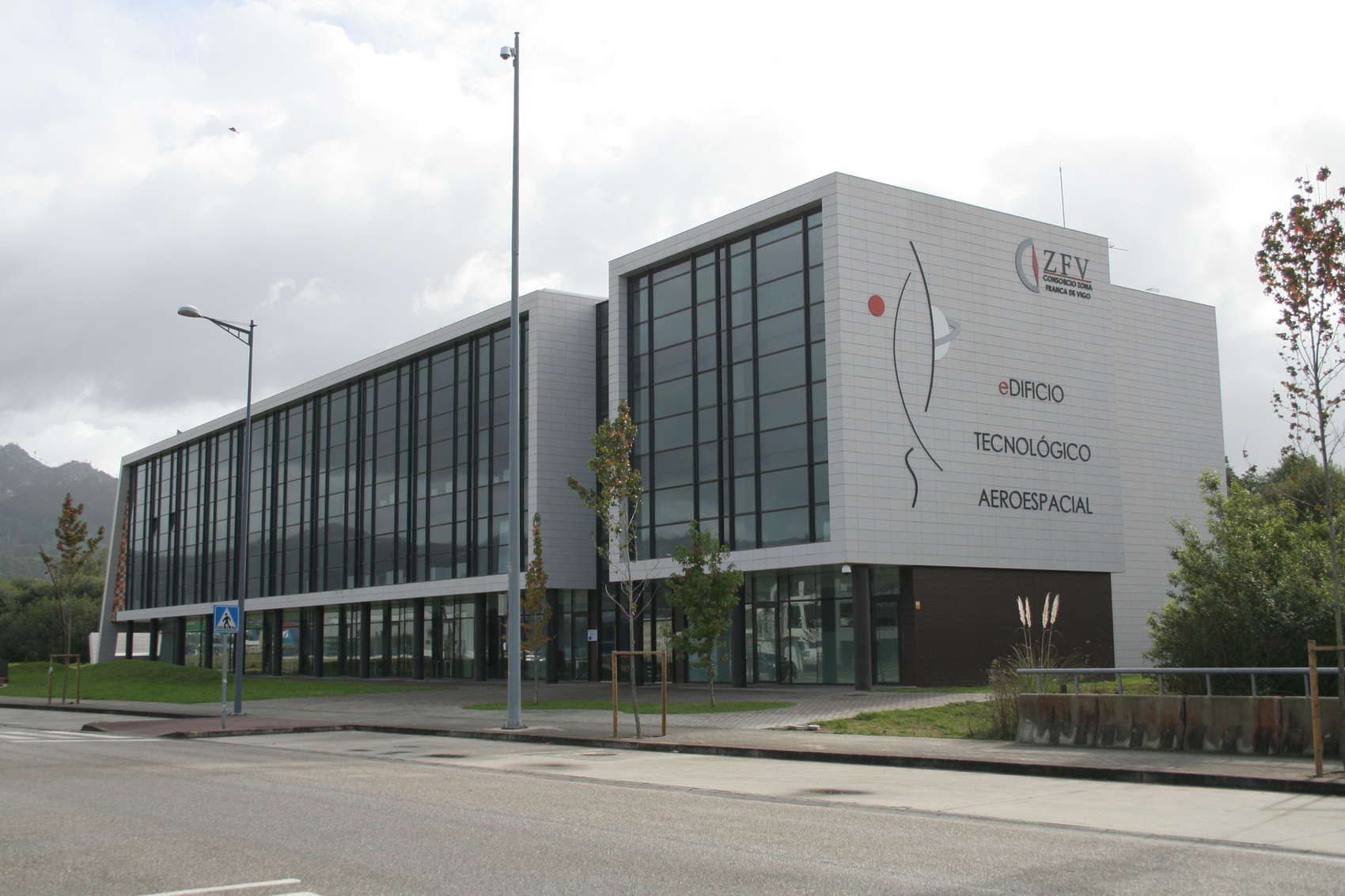
Edificio Tecnológico Aeroespacial en Porto do Molle.

En cuanto a la política llevada a cabo por el Consorcio en apoyo a la creación de nuevas empresas, es interesante mencionar también su participación en Vigo Activo, una sociedad de capital riesgo que tiene como objetivo el fomento de aquellas pymes que no cotizan en Bolsa y que no tienen naturaleza ni financiera ni inmobiliaria. Deben ser empresas gallegas que cuenten con un producto o servicio innovador o que tengan un gran potencial de crecimiento y altas expectativas de rentabilidad.
Además, bajo la marca «Ardán» sustentada en la mayor base de datos empresarial de Galicia, el Consorcio ofrece servicios de información económica que permite a los responsables de una empresa conocer a fondo su medio, vigilar a sus competidores y situarse adecuadamente en su sector de actividad. Este anillo de servicios al empresariado está compuesto por proyectos de valor añadido que suponen un elemento diferenciador de la economía de Vigo respecto a otras ciudades.

### Otras actuaciones

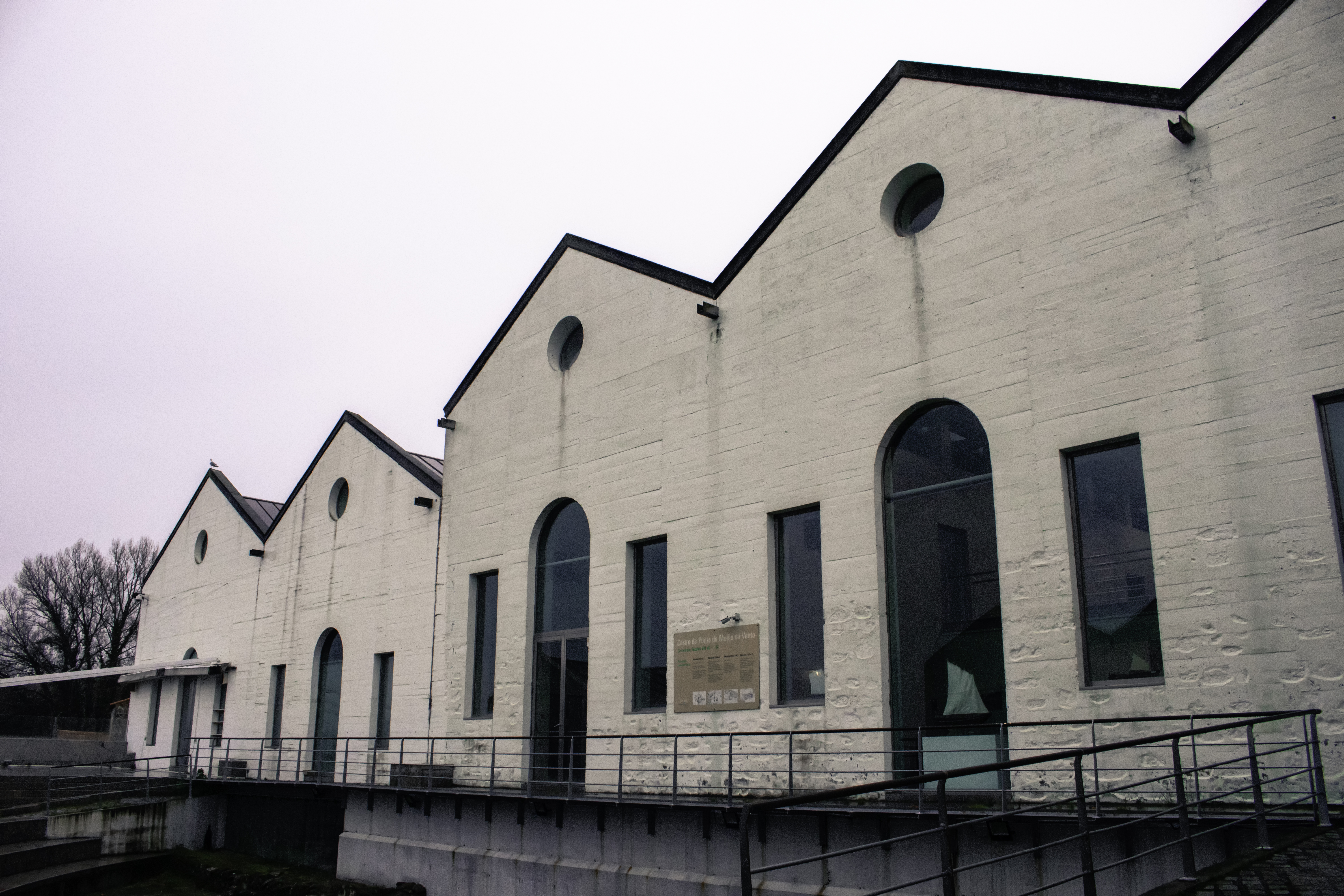
Museo del Mar de Galicia.

En la década de 1990 el Consorcio quiso aprovechar que tenía experiencia en comprar suelo y fondos importantes para ello y estableció acuerdos con el Ayuntamiento, la Autoridad Portuaria y la Junta de Galicia para realizar el programa de recuperación urbana del área central del Puerto de Vigo conocido como «Abrir Vigo al Mar». El área portuaria era entonces una zona degradada, marginal, que interponía una barrera entre la ciudad y el mar. Para modificar la situación era necesario eliminar el tráfico de la superficie mediante túneles y crear zonas de jardines, de ocio y comerciales. El proyecto de recuperación del frente marítimo se encargó a prestigiosos arquitectos y recibió varios premios internacionales de diseño urbano.

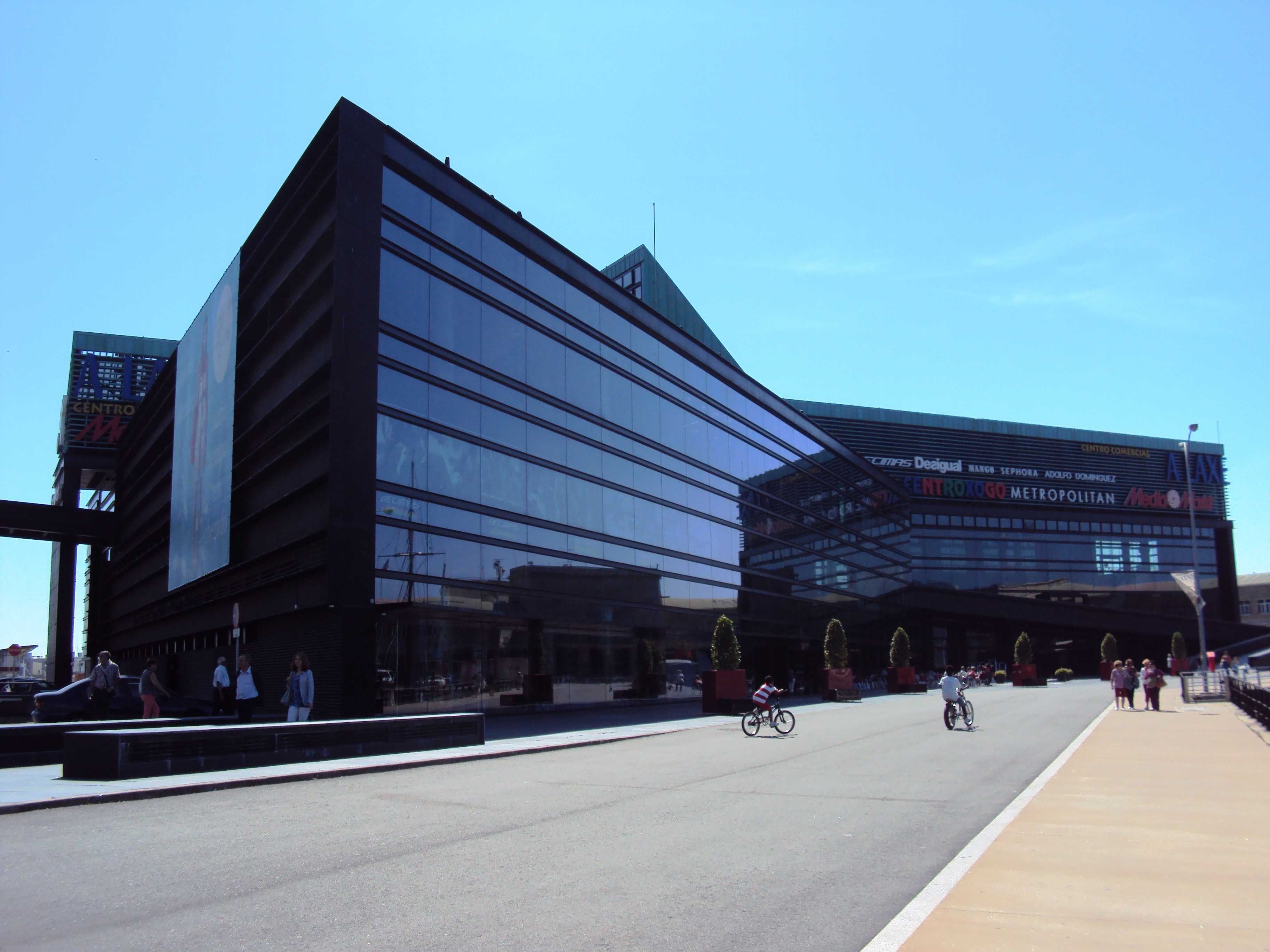
Centro Comercial A Laxe.

Otras intervenciones del Consorcio han sido la construcción del Paseo Marítimo de Bouzas y de los aparcamientos públicos de la plazas Estrela, Berbés y el Centro Comercial A Laxe. Para gestionar este centro comercial y los aparcamientos, con un 100% de capital del Consorcio, se crea la sociedad Aparcamientos Subterráneos de Vigo S.L. El Consorcio, además, ha participado en el proyecto de recuperación del casco histórico de la ciudad. 
Sin duda, el Museo del Mar de Galicia es la intervención que menos parece encajar en el marco de un organismo que depende del  Ministerio de Hacienda y Administraciones Públicas. El proyecto fue encargado a los arquitectos Aldo Rossi y César Portela. Inaugurado en 2002 con una magnífica exposición sobre la Batalla de Rande, una vez terminada la obra y puesto en marcha el Museo, el Consorcio se retiró de su gestión y negoció la transferencia a la Junta de Galicia.

## Premios y reconocimientos
- Premio Especial de la Asociación de Autónomos y Pymes de Galicia (APE) en 2024.[17]

- En 2019 el pleno del Ayuntamiento de Vigo, decide conceder al Consorcio de la Zona Franca de Vigo la Medalla de Oro de la ciudad, en reconocimiento a su contribución al desarrollo industrial de Vigo y de los municipios de su área metropolitana.[18]